# Paljike (Visoko, BiH)
Paljike su naseljeno mjesto u gradu Visokom, Federacija Bosne i Hercegovine, BiH.
Prigradsko su naselje grada Visokog.

## Stanovništvo

### 1991.
Nacionalni sastav stanovništva 1991. godine, bio je sljedeći:
ukupno: 154
- Muslimani - 145
- Srbi - 8
- Jugoslaveni - 1

### 2013.
Nacionalni sastav stanovništva 2013. godine, bio je sljedeći:
ukupno: 142
- Bošnjaci - 134
- ostali, neopredijeljeni i nepoznato - 8